# 卡普兰公司
卡普兰公司（英語：Kaplan, Inc.），或楷博教育，是为世界各地的学院、大学、企业和个人提供教育和培训服务的国际教育服务公司，由斯坦利·卡普兰于1938年创立。卡普兰公司提供各种备考、认证和学生支持服务。该公司总部位于佛罗里达州劳德代尔堡，是格雷厄姆控股公司的全资子公司。